# Mil Mi-30
Mil Mi-30 là một đề án máy bay lên thẳng chở khách kiểu convertiplane của Liên Xô, được thực hiện vào năm 1972 và có tên gọi là Vintoplan. Nó được chế tạo để thay thế trực thăng Mi-8/Mi-17 và chở được 19 hành khách hoặc 2 tấn hàng hóa.